# ویاچسلاو پتروف
ویاچسلاو پتروف (انگلیسی: Viacheslav Petrov؛ زادهٔ ۱۳ اوت ۱۹۹۴) بازیکن بسکتبال اهل اوکراین است.
وی در مسابقات کشوری و بین‌المللی در مجموع برندهٔ ۱ مدال نقره شده‌است.